# CEV Cup masculina
La CEV Cup masculina és la segona competició europea per a clubs masculins de voleibol. És organitzada per la Confederació Europea de Voleibol (CEV).
Creada al 1972, va rebre el nom de Recopa d'Europa de Voleibol fins al 2000 i posteriorment Top Teams Cup fins al 2007 que agafà el nom actual. L'antiga CEV Cup es va canviar el nom a CEV Challenge Cup.
- Recopa d'Europa de Voleibol (1972/73 - 1999/2000)
- CEV Top Teams Cup (2000/01 - 2006/2007)
- CEV Cup (2007/08 - Act.)

## Historial
| Temporada         | Campió                                                             | Finalista                                                          |
| ----------------- | ------------------------------------------------------------------ | ------------------------------------------------------------------ |
| Recopa de Europa  |                                                                    |                                                                    |
| 1972-73           | Zvezdva Voroschilovgrad                                            | Cespel SC                                                          |
| 1973-74           | Elektrotechnika Riga                                               | Zvezdva Voroschilovgrad                                            |
| 1974-75           | Elektrotechnika Riga                                               | Levski Sofia                                                       |
| 1975-76           | CSKA Sofia                                                         | VKP Bratislava                                                     |
| 1976-77           | Elektrotechnika Riga                                               | Steaua Bucureşti                                                   |
| 1977-78           | Aero Odolena Voda                                                  | AZS Olsztyn                                                        |
| 1978-79           | Dinamo Bucureşti                                                   | Ryda Hvezda Praga                                                  |
| 1979-80           | Pallavolo Modena                                                   | Panathinaikos                                                      |
| 1980-81           | VKP Bratislava                                                     | Steaua Bucureşti                                                   |
| 1981-82           | VKA Leninigrad                                                     | Levski Sofia                                                       |
| 1982-83           | VKA Leninigrad                                                     | Pallavolo Torino                                                   |
| 1983-84           | Pallavolo Torino                                                   | Club Voleibol Son Amar                                             |
| 1984-85           | Dinamo Moscou                                                      | Levski Sofia                                                       |
| 1985-86           | Pallavolo Modena                                                   | Steaua Bucureşti                                                   |
| 1986-87           | Zinella Volley Bologna                                             | Levski Sofia                                                       |
| 1987-88           | Pallavolo Parma                                                    | Zinella Volley Bologna                                             |
| 1988-89           | Pallavolo Parma                                                    | Levski Sofia                                                       |
| 1989-90           | Pallavolo Parma                                                    | Volley Treviso                                                     |
| 1990-91           | Gabeca Montichiari                                                 | VKA Leningrad                                                      |
| 1991-92           | Gabeca Montichiari                                                 | Volley Gonzaga Milano                                              |
| 1992-93           | Volley Gonzaga Milano                                              | AS Cannes                                                          |
| 1993-94           | Volley Treviso                                                     | Volley Gonzaga Milano                                              |
| 1994-95           | Pallavolo Modena                                                   | CV San Jose Soria                                                  |
| 1995-96           | Olympiacos                                                         | Bayer Wuppertal                                                    |
| 1996-97           | PV Cuneo                                                           | Olympiacos                                                         |
| 1997-98           | PV Cuneo                                                           | Olympiacos                                                         |
| 1998-99           | AS Cannes                                                          | PV Cuneo                                                           |
| 1999-00           | Paris Volley                                                       | PV Cuneo                                                           |
| CEV Top Teams Cup |                                                                    |                                                                    |
| 2000-01           | SC Espinho                                                         | Lokomotiv Izumrud                                                  |
| 2001-02           | Knack Roeselare                                                    | SC Espinho                                                         |
| 2002-03           | Dynamo Apeldoorn                                                   | Lokomotiv Járkov                                                   |
| 2003-04           | Lokomotiv Khàrkiv                                                  | Deltacos Tulcea                                                    |
| 2004-05           | Olympiacos                                                         | Nesselande Roterdam                                                |
| 2005-06           | Volley Piacenza                                                    | Club Voleibol Pòrtol                                               |
| 2006-07           | ACH Volley Bled                                                    | Pallavolo Modena                                                   |
| CEV Cup           |                                                                    |                                                                    |
| 2007-08           | Roma Volley                                                        | Noliko Maaseik                                                     |
| 2008-09           | Lokomotiv Bélgorod                                                 | Panathinaikos                                                      |
| 2009-10           | PV Cuneo                                                           | Iskra Odintsovo                                                    |
| 2010-11           | Volley Treviso                                                     | ZAKSA Kędzierzyn-Koźle                                             |
| 2011-12           | Dinamo Moscou                                                      | AKS Rzeszów                                                        |
| 2012-13           | Halkbank Ankara                                                    | Top Volley Latina                                                  |
| 2013-14           | Paris Volley                                                       | VK Gubernija                                                       |
| 2014-15           | Dinamo Moscou                                                      | Trentino Volley                                                    |
| 2015-16           | SSC Berlin                                                         | VK Gazprom Surgut                                                  |
| 2016-17           | Tours Volley-Ball                                                  | Trentino Volley                                                    |
| 2017-18           | VC Belogorie                                                       | Ziraat Ankara                                                      |
| 2018-19           | Trentino Volley                                                    | Galatasaray SK                                                     |
| 2019-20           | Temporada cancel·lada per la Pandèmia per coronavirus de 2019-2020 | Temporada cancel·lada per la Pandèmia per coronavirus de 2019-2020 |